# Nginx
nginx (uitgesproken als “engine-x”) is een webserver en een reverse-proxyserver voor HTTP-, SMTP-, POP3- en IMAP-protocollen, sterk gericht op hoge prestaties en laag geheugengebruik. Het product wordt geleverd onder een licentie gelijkwaardig aan BSD en het draait op Unix, Linux, BSD, OS X, Solaris, AIX en Windows.
Volgens een onderzoek van Netcraft in januari 2012 is nginx de op twee na meest gebruikte webserver van alle domeinen (9,63% van de sites) en de op een na meest gebruikte webserver voor alle “actieve” sites (12,18% van de onderzochte sites). In maart 2014 was het marktaandeel gestegen tot 16 procent. In juni 2016 was het marktaandeel gestegen tot 30,4 procent. In februari 2017 werd nginx web server gebruikt door 14,89% van alle geregistreerde Belgische domeinen en met 11,68% van alle domeinen in Nederland.

## Functies
- Meer dan 10.000 gelijktijdige connecties afhandelen met bijzonder weinig geheugengebruik
- Authenticatie-module
- HTTP/2- en HTTP/HTTPS-ondersteuning met OCSP stapling en SNI[193]
- Caching
- Reverse proxy
- Kunnen serveren van statische bestanden, indexen en automatische indexeermogelijkheid
- Loadbalancing met health checks
- Fouttolerantie
- FastCGI, SCGI en uWSGI
- Virtuele servers gebaseerd op naam of IP-adres
- IPv6-compatibel
- WebSockets
- FLV- en MP4-streaming
- Compressie via gzip en/of Brotli
- Herschrijven van URL's
- Aangepast loggen met gzip-compressie
- Het limiteren van gelijktijdige connecties, bandbreedte en requests
- Geolocatie op basis van IP-adres
- SSI (Server Side Includes)
- WebDAV
- XSLT-processing
- Ingebouwde Perl-scripting
- Ingebouwde Lua-scripting
- Mailproxy met TLS/SSL, StartTLS, SMTP, POP3 en IMAP
- Performance monitoring via NGINX Amplify